# Mademoiselle Chambon (film)
Pour les articles homonymes, voir Mademoiselle Chambon et Chambon.
Pour plus de détails, voir Fiche technique et Distribution.
Mademoiselle Chambon est un film dramatique français réalisé par Stéphane Brizé, sorti le 14 octobre 2009.
Il s'agit d'une adaptation du roman homonyme d'Éric Holder, paru en 1996 chez Flammarion.

## Synopsis
Jean, maçon, vit sa petite vie sans heurts entre sa femme, son enfant et son père, jusqu'à ce qu'il croise l'institutrice de son fils : Mademoiselle Chambon. Malgré leurs différences de milieu, ils apprennent à se connaître et peu à peu tombent amoureux l'un de l'autre.

## Fiche technique
- Réalisateur : Stéphane Brizé
- Scénaristes : Stéphane Brizé, Florence Vignon, Éric Holder
- Décors : Valérie Saradjian
- Costumes : Ann Dunsford
- Photographie : Antoine Héberlé
- Montage : Anne Klotz
- Musique : Ange Ghinozzi
- Producteurs : Milena Poylo et Gilles Sacuto
- Distribution : Rezo Films
- Pays d'origine :  France
- Langue : français
- Format : couleur - 2.35 : 1 - 35 mm
- Genre : drame
- Durée : 101 minutes
- Dates de sortie :  
  -  Corée du Sud : 11 octobre 2009 (Festival international du film de Busan)
  -  Belgique : 14 octobre 2009
  -  France : 14 octobre 2009

## Distribution
- Vincent Lindon : Jean
- Sandrine Kiberlain : Véronique Chambon
- Aure Atika : Anne-Marie, épouse de Jean
- Jean-Marc Thibault : le père
- Arthur Le Houérou : Jérémy, le fils de Jean et d'Anne-Marie
- Michelle Goddet : la directrice de l'école
- Anne Houdy : la commerciale des pompes funèbres
- Bruno Lochet : un collègue de Jean
- Abdallah Moundy :	un collègue de Jean

## Production

### Choix des interprètes
Initialement, le réalisateur avait choisi pour le rôle principal l'acteur Jean Reno, mais celui-ci s'est désisté pour aller jouer dans la superproduction Da Vinci Code. Stéphane Brizé retient alors Vincent Lindon qui lui a été présenté par le réalisateur Philippe Lioret (Lindon et Lioret avaient travaillé ensemble juste avant pour le film Welcome). C'est pourquoi dans le générique de fin Stéphane Brizé remercie Ron Howard, le réalisateur du Da Vinci Code, pour l'avoir amené à choisir Vincent Lindon.

## Musique
- Valse triste pour violon et piano en do mineur de Franz von Vecsey (1913).
- Salut d'Amour de Edward Elgar de 1888.
- Septembre (Quel joli temps) par Barbara (générique de fin).

## Distinctions
- 2010 : César de la meilleure adaptation – Stéphane Brizé et Florence Vignon (adapté du roman homonyme d'Éric Holder)

## Réception critique
- « Stéphane Brizé cultive un minimalisme formel qui rehausse la complexité de ses personnages et des liens qui les unissent [...] Pas de dialogue, où très peu, quelques paroles, presque pas de mouvement, et tout est dit. Le film de Stéphane Brizé [...] joue sur l'étirement du temps pour faire jaillir l'émotion. »[2]

## Autour du film
- Les deux interprètes principaux du film, Vincent Lindon et Sandrine Kiberlain, amoureux dans le scénario, ont été en couple à la ville à la fin des années 1990.

## Lieux de tournage
- L'avant-dernière scène, lorsque Véronique Chambon attend son train pour sa nouvelle affectation, est tournée sur le quai et dans le passage souterrain de la gare de Chartres (Eure-et-Loir) ;
- Des scènes d'extérieur sont tournées dans le village de Gréasque (Bouches-du-Rhône) et à Pertuis (Vaucluse) où est situé le logement de Mademoiselle Chambon[3].